# Schocken Books
Schocken Books ist ein Imprint der Verlagsgruppe Random House in New York City. Es wurde 1945 von dem deutsch-jüdischen Verleger Salman Schocken als Nachfolger des Schocken Verlags gegründet.

## Geschichte
Salman Schocken hatte 1931 den Schocken Verlag in Berlin gegründet, den er 1938 schließen musste. 1940 schuf er das Schocken Publishing House in Palästina.
1945 gründete er in New York den englischsprachigen Verlag Schocken Books. Dort gab er zunächst vor allem Übersetzungen seiner prominenten deutschen Autoren wie Franz Kafka, Walter Benjamin, Martin Buber, Franz Rosenzweig und anderer heraus. Hannah Arendt unterstützte ihn als Herausgeberin. Seit 1947 erschien die Buchreihe Schocken Library nach dem Vorbild der Bücherei des Schocken Verlags.
Nach seinem Tod leiteten verschiedene Nachkommen und deren Ehepartner den Verlag weiter.
Dort erschien seitdem ein breites Programm an jüdischer und nichtjüdischer Belletristik und Sachliteratur.
Seit 1987 gehört Schocken Books zur Verlagsgruppe Random House. Nach 2009 wurde es als Imprint zwischenzeitlich der Knopf Doubleday Publishing Group zugeordnet, die aber inzwischen auch nur noch ein Imprint ist.